# Lei mi parla ancora. Memorie edite e inedite di un farmacista
Lei mi parla ancora. Memorie edite e inedite di un farmacista è un romanzo dello scrittore italiano Giuseppe Sgarbi pubblicato nel 2021. Dal libro è stato tratto il film Lei mi parla ancora di Pupi Avati.

## Descrizione
Il libro dal quale poi è stato tratto il film comprende parte di altri libri scritti da Giuseppe Sgarbi a partire dal 2014 e sino al 2018 che sono Lungo l'argine del tempo: memorie di un farmacista, Non chiedere cosa sarà il futuro, Lei mi parla ancora e Il canale dei cuori e il secondo autore del volume è Pupi Avati.

## Trama
La vicenda narra l'incontro e il rapporto durato 65 anni di Giuseppe Sgarbi con la moglie Caterina Cavallini, chiamata Rina, e descrive il dolore dopo la morte della donna nell'inverno del 2015.

## Riconoscimenti
Lei mi parla ancora è stato tra le opere in concorso al Premio letterario Giovanni Comisso 2017.

## Edizione originale
- Giuseppe Sgarbi e Pupi Avati, Lei mi parla ancora: memorie edite e inedite di un farmacista, Milano, La nave di Teseo, 2021, ISBN 9788834605691, OCLC 1352550439.